# Bitwa nad Kip’s Bay
Bitwa nad Kip’s Bay – starcie zbrojne, które miało miejsce 15 września 1776 roku w czasie kampanii nowojorskiej podczas amerykańskiej wojny o niepodległość.
Dzień po ewakuacji z Long Island George Washington zebrał swój sztab i zadecydował wysłać swe wojska do:
- generała Israela Putnama z 5 000 żołnierzy do miasta Nowy Jork
- Williama Heatha z dużym oddziałem na północ na Wzgórza Harlemu
- Nathanael Greene miał rozmieścić swe siły pomiędzy Turtle Bay a Kip’s Bay, naprzeciw sił brytyjskich na Long Island (oddzielonych od nich East River).

Brytyjski generał William Howe niechętnie zapoczątkowywał bezpośrednią pościg za amerykańską armią na Manhattanie, gdyż jego uwaga była przykuta do konferencji pokojowej na wyspie Staten Island (11 września 1776), co do której miał nadzieję, iż przyniesie ona owoce. Jednak nie dała ona rezultatów.
Wczesnym rankiem 15 września brytyjskie okręty wojenne zajęły pozycje koło Kip’s Bay, aby osłaniać przeprawę na Manhattan flotylli łodzi transportujących 4 000 brytyjskich żołnierzy. Siły amerykańskie pod dowództwem pułkownika Williama Douglasa stawiły niedostateczny opór przed załamaniem i ucieczką. Washington, który obserwował chaos ze wzgórza w pośpiechu popędził konno na miejsce walki w próbie przekształcenia linii obronnych Patriotów. Jego krzyki zmierzające do podtrzymywania walczących żołnierzy nie dały pożądanego rezultatu i, coraz bardziej rozzłoszczony Washington zaczął uderzać uciekających żołnierzy płaską stroną swej szpady. Zostało później zanotowane, że zarówno szeregowców jak i pułkowników uciekających z bitwy Washington potraktował z jednakową „demokratyczną niedyskryminacją”. Inni dowódcy ostatecznie przytrzymali jego konia i odciągnęli go z pola bitwy, aby nie dostał się przypadkiem do niewoli.
Generał Putnam zebrał amerykańskie siły i posuwał się  z nimi po zachodniej stronie wyspy w kierunku Wzgórz Harlemu. Niedawno przybyli brytyjscy żołnierze posuwali się w tym samym kierunku, ale po wschodniej stronie Manhattanu.
Bitwa nad Kip’s Bay oddała Nowy Jork w ręce Brytyjczyków. W mieście sporą część populacji stanowili Lojaliści. Do miasta  Inni popierający króla koloniści zaczęli tam zbiegać, by otrzymać ochronę.
Amerykańskie straty w bitwie wyniosły ok. 60 zabitych i ponad 300 wziętych do niewoli. Ciemny obraz pogarszał fakt opuszczenia artylerii i zostawienia przeciwnikowi wielkich zapasów. Natomiast w odróżnieniu od Amerykanów, Brytyjczycy stracili tylko 12 ludzi.